# Aizoaceae
Aizoaceele sau ficoidaceele sunt o familie de plante cu flori dicotiledonate ce conține 135 de genuri și aproximativ 1900 de specii.

## Taxonomie

### Subfamilii
- Aizooideae
- Sesuvioideae
- Tetragonioideae
- Mesembryanthemoideae
- Ruschioideae

### Genuri

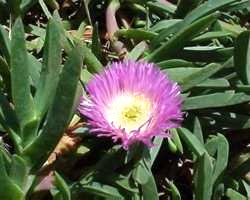
Carpobrotus edulis (planta de gheață)

| - Acrodon - Acrosanthes - Aethephyllum - Aizoanthemum - Aizoön - Aloinopsis - Amphibolia - Antigibbaeum - Antimima - Apatesia - Aptenia - Arenifera - Argyroderma - Aspazoma - Astridia - Bergeranthus - Berresfordia - Bijlia - Braunsia - Brownanthus - Carpanthea - Carpobrotus - Carruanthus - Caryotophora - Cephalophyllum - Cerochlamys - Chasmatophyllum - Cheiridopsis - Circandra - Cleretum - Conicosia - Conophytum | - Corpuscularia - Cylindrophyllum - Cypselea - Dactylopsis - Delosperma - Dicrocaulon - Didymaotus - Dinteranthus - Diplosoma - Disphyma - Dorotheanthus - Dracophilus - Drosanthemopsis - Drosanthemum - Eberlanzia - Ebracteola - Enarganthe - Erepsia - Esterhuysenia - Faucaria - Fenestraria - Frithia - Galenia - Gibbaeum - Glottiphyllum - Gunniopsis - Hallianthus - Hereroa - Herreanthus - Hymenogyne - Imitaria - Jacobsenia | - Jensenobotrya - Jordaaniella - Juttadinteria - Khadia - Lampranthus - Lapidaria - Leipoldtia - Lithops - Machairophyllum - Malephora - Mesembryanthemum - Mestoklema - Meyerophytum - Mitrophyllum - Monilaria - Mossia - Muiria - Namaquanthus - Namibia - Nananthus - Nelia - Neohenricia - Octopoma - Odontophorus - Oophytum - Ophthalmophyllum - Orthopterum - Oscularia - Ottosonderia - Phyllobolus - Pleiospilos - Plinthus | - Polymita - Psammophora - Pseudobrownanthus - Psilocaulon - Rabiea - Rhinephyllum - Rhombophyllum - Ruschia - Ruschianthemum - Ruschianthus - Saphesia - Schlechteranthus - Schwantesia - 'Scopelogena - Sesuvium - Skiatophytum - Smicrostigma - Stayneria - Stoeberia - Stomatium - Synaptophyllum - Tanquana - Tetragonia - Titanopsis - Trianthema - Trichodiadema - Vanheerdea - Vanzijlia - Wooleya - Zaleya - Zeuktophyllum |